# Aconitum chrysotrichum
Aconitum chrysotrichum är en ranunkelväxtart som beskrevs av Wen Tsai Wang. Aconitum chrysotrichum ingår i släktet stormhattar, och familjen ranunkelväxter. Inga underarter finns listade i Catalogue of Life.